# Medalla por Distinción en la Protección del Orden Público
La Medalla por Distinción en la Protección del Orden Público (en bielorruso: Медаль «За адзнаку ў ахове грамадскага парадку») es una condecoración estatal de la República de Bielorrusia. Fue establecida por la Ley de la República de Bielorrusia de fecha 13 de abril de 1995 N.º 3726-XII, titulada «Sobre los premios estatales de la República de Bielorrusia». Se otorga al personal de los distintos organismos encargados del mantenimiento del orden público por su valentía y dedicación en la lucha contra el crimen y por un excelente desempeño en el entrenamiento y el servicio.

## Criterios de concesión
La Medalla por Distinción en la Protección del Orden Público se otorga al personal de los órganos del Ministerio del Interior, de la Comisión de Investigación, de la Comisión Estatal de Instrucción Forense, de los órganos de investigación económica de la Comisión Estatal de Control, de los órganos y divisiones para situaciones de emergencia y de otros ciudadanos en reconocimiento de:
- El coraje personal, la valentía y el heroísmo demostrados al capturar a los delincuentes o desmantelar grupos criminales, protegiendo la vida y la salud de las personas;
- Acciones hábiles, decisivas y valientes que contribuyeron al cumplimiento exitoso de las tareas militares, operativas y de servicio de las unidades operativas para prevenir delitos y otros actos ilegales;
- Acciones bien planificadas y exitosas para prevenir, detectar y reprimir los delitos, llevar a cabo una investigación integral, completa, objetiva y pronta de estos delitos y realizar actividades de peritaje forense;
- Trabajo bien planificado y eficaz de los cuerpos del interior, unidades de las fuerzas del interior en el mantenimiento del orden público y la lucha contra la delincuencia;
- Participación activa y asistencia a los cuerpos del interior y tropas internas en la protección del orden público, en la lucha contra la delincuencia y otros delitos.

La insignia de la medalla se lleva en el lado izquierdo del pecho y, en presencia de otras órdenes y medallas de la República de Bielorrusia, se coloca justo después de la insignia de la Medalla por Distinción en el Servicio Militar.

## Descripción
Es una medalla de tombac con un baño de plata con forma circular de 33 mm de diámetro y con un borde elevado por ambos lados.
En el anverso de la medalla, en el lado exterior a lo largo de la circunferencia de la medalla se puede observar la inscripción «por distinción en la protección del orden público» (en bielorruso, За адзнаку ў ахове грамадскага парадку), en el centro del círculo, contra el fondo de una espada, hay un escudo triangular enmarcado por ramas de laurel, en el escudo hay una imagen del Escudo de Armas del Estado de la República de Bielorrusia. En la parte inferior de la medalla, debajo de las ramas de laurel y la bola en los lados derecho e izquierdo, se representa una cinta enrollada.
En el reverso de la medalla hay una estrella de cinco puntas enmarcada por una corona de hojas de laurel con rayos que emanan de su centro.
La medalla está conectada con un ojal y un anillo a un bloque pentagonal cubierto con una cinta muaré de seda azul con tres franjas rojas longitudinales en el medio.